# Jack Swagger
Donald Jacob Hager Jr. (ur. 24 marca 1982) – amerykański wrestler oraz zawodnik mieszanych sztuk walk. Jako wrestler występował w WWE jako Jack Swagger i w All Elite Wrestling (AEW) jako Jake Hager, a jako zawodnik MMA w Bellatorze, gdzie walczy w wadze ciężkiej. Kontrakt z Bellator MMA podpisał w 2017 roku. Swój debiut w MMA miał 26 stycznia 2019 roku na gali Bellator 214 gdzie pokonał J.W. Kiser przez duszenie trójkątem (arm-triangle choke) w pierwszej rundzie, kolejną walkę stoczył 11 maja tego samego roku na gali Bellator 221 pokonując T.J. Jones ponownie przez duszenie trójkątem (arm-triangle choke) w pierwszej rundzie. Jest niepokonany z rekordem (2-0). Kontrakt z AEW podpisał w 2019 roku a zadebiutował 3 października tego samego roku na tygodniówce AEW Dynamite. W ringu AEW zadebiutował 29 lutego 2020 na gali AEW Revolution pokonując Dustina Rhodesa poprzez poddanie (arm-triangle choke). Przed AEW oraz Bellator pracował w WWE jako Jack Swagger oraz Lucha Underground jako Jake Strong, gdzie był ostatnim mistrzem Lucha Underground.
Na początku pracował dla programu Florida Championship Wrestling (FCW), gdzie był pierwszym mistrzem FCW Florida Heavyweight. Następnie został przeniesiony do brandu Extreme Championship Wrestling (ECW) w którym zadebiutował 9 września 2008 roku. 13 stycznia 2009 zdobył ECW Championship. Następnie przeniesiono go do brandu SmackDown, gdzie podczas jednego z nagrania SmackDown zdobył pas World Heavyweight Championship po zrealizowaniu walizki Money in the Bank na Chrisie Jericho.
Historia w WWE
Pierwszą singlową walkę na RAW stoczył z MVP. W debiucie na gali WrestleMania 26 zdobył walizkę Money in the Bank, a na WWE Extreme Rules 2010 obronił pas wagi ciężkiej w walce przeciwko Randy'emu Ortonowi, na Over the Limit obronił pas w walce z The Big Showem (walkę tę przegrał przez dyskwalifikację i co idzie za tym, utrzymał pas). Z kolei na Fatal 4 Way stracił pas na rzecz Reya Mysterio. Na TLC (Tables, Ladders & Chairs): przegrał walkę z Dolphem Zigglerem o pas WWE Intercontinental Championship. Na Hell in a Cell przegrał walkę o pas wraz z Dolphem Zigglerem. Przez co pas zachowało Airboom Evan Bourne & Kofi Kingston.16 stycznia 2012 r. pokonał Zacka Rydera i zdobył pas Stanów Zjednoczonych. Stracił pas na rzecz Santino Marelli. Na WrestleManii 28 był w drużynie Johna Laurinaitisa i wygrał. Na WWE Over the Limit 2012 wraz z Dolphem Zigglerem nie zdobył pasów TT. Był jobberem przez kilka miesięcy od tego czasu. Na próżno próbował zdobyć pas Stanów Zjednoczonych od Santina Marelli'ego lub przegrał z Tysonem Kiddem na SmackDown, w którym stawką była kwalifikacja do Money in the Bank Ladder matchu. 3 września na RAW wziął urlop od byłego managera RAW AJ Lee. Powrócił 1 lutego 2013 roku na SmackDown zyskując przy tym duży push. Pokonał Kofiego Kingstona zyskując szansę do walki na Elimination Chamber matchu. 17 lutego 2013 roku wygrał Elimnation Chamber Match zyskując miano pretendenta do World Heavyweight Championship. Na WrestleManii 29 nie udało mu się zdobyć pasa wagi ciężkiej od Alberto Del Rio. Na jednym z RAW po WM pokonał mistrza świata wagi ciężkiej Dolpha Zigglera zyskując miano pretendenta do pasa po raz kolejny i tym sposobem na Extreme Rules 2013 miał szansę zdobyć ten oto pas w Triple Treat Ladder Matchu. Jednak ze względu na kontuzję Zigglera, której doznał na SmackDown przed Extreme Rules zmierzył się w "I Quit" Matchu z Albertem Del Rio o miano pretendenta do pasa wagi ciężkiej którą przegrał. 
Styl walki
Finishery
- Arm-Triangle Choke - w AEW
- Gutwrench Powerbomb - początek kariery (ECW oraz WWE)
- Patriot Lock (Ankle Lock) – w WWE oraz Lucha Underground

Akcje przed finisherami
- Swagger/Strong/Hager Bomb (Running Corner Slingshot Splash) – w ECW, WWE, Lucha Underground oraz obecnie w AEW

Standardowe akcje
- Abdominal Stretch
- Biel Throw
- Big oot
- Chop Block
- Clothesline
- Floatover DDT
- Football Tackle to the opponent's knees
- Leg Drop
- Knee Drop
- DDT
- Multiple Knee Lifts to the opponent's midsection
- Multiple Suplex Variation
- Belly to Back
- Belly to Belly, over head
- Side Belly to Belly, sometimes from the second rope
- German Suplex
- Gutwrench Slam
- Northern Lights
- Vertical Suplex
- Wheelbarrow
- Oklahoma Stampede
- Running Knee Lift
- Scoop Slam
- Shoulder Block
- Shoulderbreaker
- Sidewalk Slam
- Spin-out Powerbomb
- Spinning Double Leg Takedown

## Osiągnięcia
World Wrestling Entertainment
- ECW Championship
- WWE United States Championship
- Mr. Money in the Bank

(WresteMania 26)
- World Heavyweight Championship

Florida Championship Wrestling
- FCW Florida Heavyweight Championship(inne języki)
- FCW Southern Heavyweight Championship(inne języki)

Lucha Underground
- Lucha Underground Championship